# Net Leung
Net Leung (khmeră អ្នកលឿង) este un oraș din Cambodgia.